# Fiordimonte
Fiordimonte – była gmina i od 1 stycznia 2017 r. jedna z frakcji (wł. frazioni) gminy Valfornace we Włoszech, w regionie Marche, w prowincji Macerata.
Według danych na rok 2004 frakcję zamieszkiwało 239 osób, 11,4 os./km².